# Quan thoại Đài Loan
Quan thoại Đài Loan hay Đài Loan Hoa ngữ (tiếng Trung: 臺灣華語; bính âm: Táiwān Huáyǔ) hoặc Trung Hoa Dân Quốc Quốc ngữ (tiếng Trung: 中華民國國語; bính âm: Zhōnghuá Mínguó guóyǔ) là một phương ngữ của tiếng Quan thoại và một ngôn ngữ quốc gia của Đài Loan. Nó dựa trên ngữ âm của phương ngữ Bắc Kinh cùng với ngữ pháp của tiếng Bạch thoại.
Tiếng Quan thoại chuẩn của Đài Loan gần giống với ngôn ngữ chính thức của Cộng hòa Nhân dân Trung Hoa, được gọi là Tiếng Phổ thông (Pǔtōnghuà), ngoại trừ hệ thống chữ viết của họ: Đài Loan vẫn dùng chữ Hán phồn thể, còn Trung Quốc đại lục chuyển sang dùng chữ Hán giản thể. Tuy nhiên, tiếng Quan thoại được nói không chính thức ở Đài Loan có một số khác biệt đáng chú ý về từ vựng, ngữ pháp và phát âm với tiếng Quan thoại chuẩn, sự khác biệt phát sinh chủ yếu dưới ảnh hưởng của các ngôn ngữ Đài Loan, cụ thể là: Tiếng Phúc Kiến Đài Loan (giống bản địa của khoảng 70% dân số Đài Loan), khác tiếng mẹ đẻ của Đài Loan như tiếng Khách Gia Đài Loan (được nói bởi khoảng 15% người Đài Loan) và nhóm ngôn ngữ Đài Loan, cũng như tiếng Anh và tiếng Nhật từ trước thời kỳ Nhật Bản.